# Toruński
Toruński là một huyện thuộc tỉnh Kujawsko-Pomorskie của Ba Lan. Huyện có diện tích 1230 km². Đến ngày 1 tháng 1 năm 2011, dân số của huyện là 96646 người và mật độ 79 người/km².